# 平梁镇 (巴中市)
平梁乡，是中华人民共和国四川省巴中市巴州区下辖的一个乡镇级行政单位。

## 行政区划
平梁乡下辖以下地区：
凤凰社区、曙光社区、胜利社区、凤谷村、新桥河村、双龙村、红石梁村、后溪沟村、白岩村、炮台村、荆竹村、火炮村、枣儿塘村、金盘村、阳岭村、沐浴包村、青包山村、锅口村、松林村、宝成村、同心村、桂花树村、相坪村和三山村。